# Кошуки
Кошуки́ (рос. Кошуки) — село у складі Тавдинського міського округу Свердловської області.
Населення — 448 осіб (2010, 513 у 2002).
Національний склад населення станом на 2002 рік: росіяни — 96 %.